# آرکتو-ان-وال
آرکتو-ان-وال (به فرانسوی: Arquettes-en-Val) یک کمون در فرانسه است که در canton of Lagrasse واقع شده‌است. آرکتو-ان-وال ۹٫۳۱ کیلومتر مربع مساحت دارد ۲۰۰ متر بالاتر از سطح دریا واقع شده‌است.